# Grupa 42
Grupa 42 (cz. Skupina 42) – czeskie ugrupowanie artystyczne. Jego członkowie przed powstaniem Grupy zafascynowani byli surrealizmem. Grupa skupiała twórców wielu specjalności artystycznych – sztuk wizualnych, fotografii i literatury.
W spotkaniu inauguracyjnym grupy 27 listopada 1942 roku, uczestniczyli związani przed wojną ze sztuką surrealizmu: malarz František Gross i rzeźbiarz Ladislav Zívr, młodsi artyści: Jiří Kolář, który zresztą w Grupie występował wyłącznie jako poeta,  i Jan Kotík, oraz teoretycy i krytycy sztuki: Jindřich Chalupecký i Jiří Kotalík. Do członków założycieli należał także, nieobecny na spotkaniu inauguracyjnym grupy, malarz František Hudeček.
Fotografię reprezentował w Grupie Miroslav Hák.
Członkami Grupy byli poeci: Jiří Kolář, Ivan Blatný, Jiřina Hauková, Josef Kainar, Jan Hanč.
Podstawowym manifestem artystycznym Grupy 42 był artykuł Jindřicha Chalupecký'ego, zatytułowany Świat, w którym żyjemy (cz. Svět, v němž žijeme), natomiast artystyczne inspiracje grupy stanowił nie tylko surrealizm, ale ponadto kubizm, futuryzm i konstruktywizm.
Na poetów Grupy oddziaływała przede wszystkim literatura anglojęzyczna, min. tacy twórcy, jak James Joyce, T.S. Eliot, Henry Miller, Langston Hughes i Carl Sandburg.
Koniec działalności grupy przypada na rok 1948, jednak jej oddziaływanie na czeską sztukę i literaturę, uobecniało się silnie i w późniejszym okresie.